# 오사카성 공원
북위 34° 41′ 15″ 동경 135° 31′ 33″ / 북위 34.687378°  동경 135.525844° 

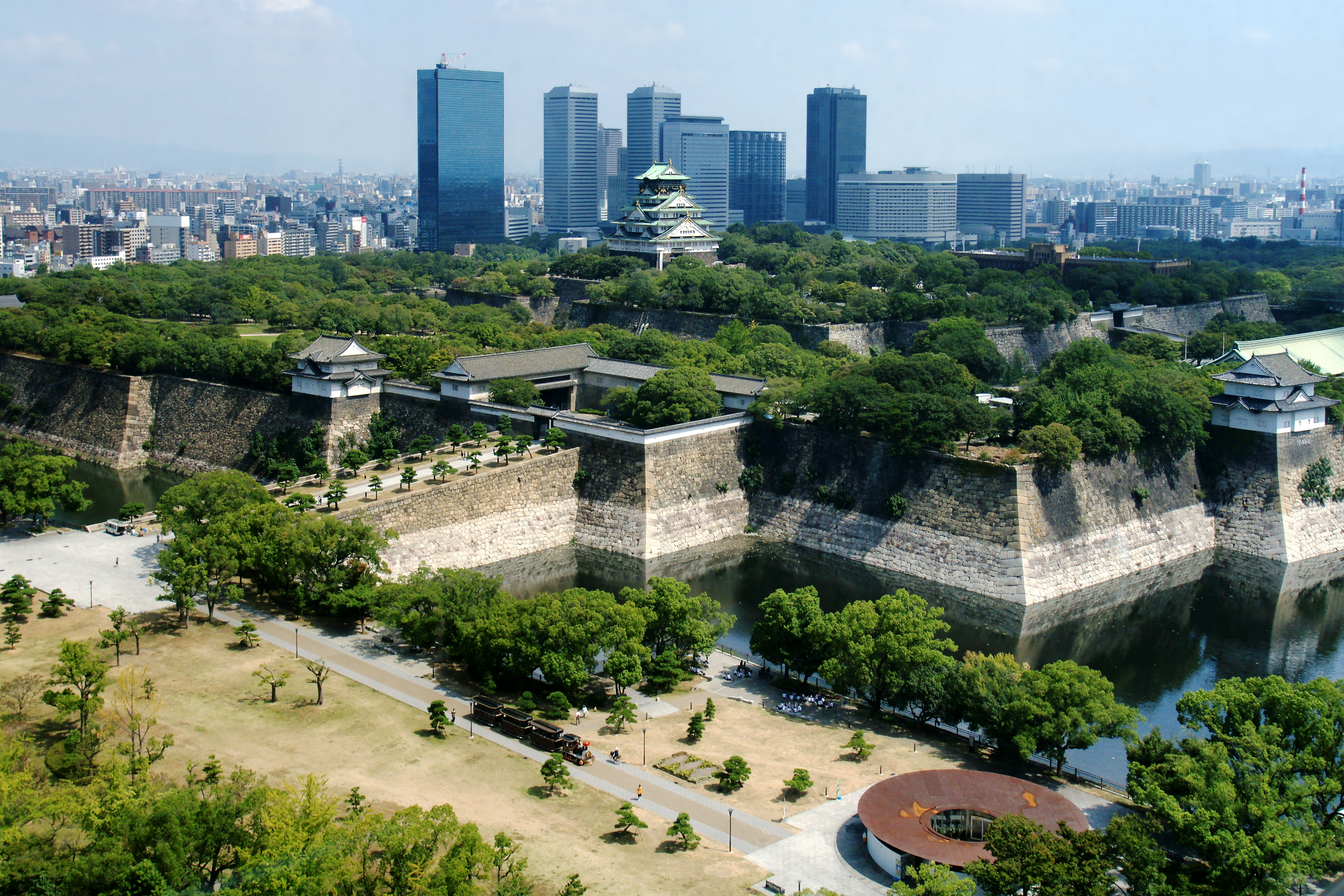
오사카 성 공원

오사카 성 공원(일본어: 大阪城公園)은 일본 오사카시 주오구에 있는 대형 녹지 공원이다.

## 같이 보기
- 오사카성